# Nebria rufescens
Nebria rufescens es una especie de escarabajo del género Nebria, familia Carabidae. Fue descrita científicamente por .

## Distribución geográfica
Se pueden encontrar en todas partes de Europa, excepto en Benelux, Bosnia y Herzegovina, Dinamarca, Mónaco, San Marino, Ciudad del Vaticano y varias islas europeas.